# (3888) Hoyt
(3888) Hoyt (1984 FO) – planetoida z pasa głównego asteroid okrążająca Słońce w ciągu 3,71 lat w średniej odległości 2,39 j.a. Odkryła ją Carolyn Shoemaker 28 marca 1984 roku.